# Суньєр (граф Барселони)
Суньєр або Суніаріо I (*Sunyer I, бл. 870 — 15 жовтня 950) — граф Барселони, Жирони, Озони у 911—947 роках.

## Життєпис
Походив з Барселонської династії. Син Вільфреда I, графа Барселони, та Гінідільди Ампуріас. Замолоду виявив хист до державних справ. Після смерті батька у 897 році розділив спадщину з братами, отримавши низку володінь у графстві Барселона. Разом з тим визнавав зверхність старшого брата Вільфреда II Бурреля.
Після смерті брата у 911 році успадкував його землі й титули. Із самого початку змінив політику попередників щодо мусульманських володінь, розпочавши наступ на маврів. Основними напрямками походів були міста Леріда і Таррагона. Втім у 912 році зазнав поразки у битві в долині Таррега від мусульман на чолі із Мухаммадом аль-Тавілєм, валі (губернатором) Уески і Лейди.
Після смерті у 913 році (за іншими відомостями 920) свого стрийка Радульфа I, графа Бесалу вступив у суперечку за його спадщину зі своїм братом Міро II, графом Серданья. Зрештою було досягнуто згоди, за якою Міро II отримував Бесалу, натомість Суньєр I розширював землі у власне графстві Барселони за рахунок володінь, що до того належали його братові.
У 914 році знову виступив проти мусульман, перемігши аль-Тавіля, який загинув під час військової кампанії. В результаті зумів захопити графство Панадес. Близько 917 року одружився з Рикільдою де Руерг, донькою графа Руерга з Лангедоку. Головні зусилля спрямував на розбудову держави, підтримуючи церкву та залучаючи населення до графства Озона.
У 929 році граф зумів зайняти Олердолу. У 936—937 роках відбулася нова велика кампанія проти маврів. В результаті вдалося спустошити землі емірату Валенсія. Водночас область навколо Таррагони знелюдніла, а Тортоса приєднана до Барселонського графства. У відповідь у 940 році халіф Абд-ар-Рахман III спрямував війська і флот проти Барселони. В результаті Суньєр I зазнав поразки й вимушений був відмовитися від союзу з Наваррою, визнавши зверхність Кордовського халіфату.
У 943—945 роках надав значні пожертви монастирям в Каталонії та Лангедоці. У 947 році зрікся влади на користь синів Бурреля і Міро. Він помер 950 року в монастирі Ла Грасса в Конфлані.

## Родина
Дружина — Рикільда Тулузська, донька Арменголя де Руерга.
Діти:
- Арменголь (925—943), граф Озона
- Буррель (927—992), граф Барселони у 947—992 роках
- Міро (926—966), граф Барселони у 947—966 роках
- Вільфред (929—986), сеньйор Кардони
- Аделаїда (928— бл. 955), дружина Суніфреда II, графа Уржеля